# Società Sportiva Alba 1924-1925
Questa pagina raccoglie i dati riguardanti la Società Sportiva Alba nelle competizioni ufficiali della stagione 1924-1925.

## Stagione
L'Alba vinse il campionato laziale per la seconda volta consecutiva qualificandosi alle semifinali della Lega Sud dove fronteggiò Cavese di Cava de' Tirreni, Liberty di Bari e Messinese. Conquistò la qualificazione matematica alla finale della Lega Sud vincendo le prime cinque partite del girone di semifinale, anche con larghi punteggi (come un 6-0 rifilato al Liberty e un 5-0 alla Cavese). All'ultima giornata l'Alba pareggiò per 1-1 con la più immediata inseguitrice, la Cavese, che ormai non poteva più raggiungerla. Destò tuttavia sospetti di combine la prestazione disastrosa del portiere avversario Pasquarelli nello scontro diretto Alba-Cavese 5-0: le ricostruzioni di parte cavese insinuano che Pasquarelli sarebbe stato corrotto da elementi riconducibili all'Alba per assicurare la vittoria dei romani nello scontro diretto; in ogni caso la federazione non aprì alcuna inchiesta e la presunta combine non fu mai provata.
Nella finale della Lega Sud l'Alba fronteggiò l'Anconitana che aveva vinto l'altro girone di semifinale superando nello spareggio l'ex aequo Lazio. L'Alba non ebbe problemi a imporsi in entrambe le sfide conquistando così per la prima volta il titolo di Campione dell'Italia Centro-Meridionale nonché l'accesso alla finalissima nazionale che formalmente assegnava lo scudetto.
La partita di andata della finalissima nazionale si disputò allo Sterlino di Bologna il 16 agosto 1925. Il Bologna si dimostrò nettamente superiore imponendosi per 4-0. Della Valle sbloccò il punteggio al 25' del primo tempo e nella ripresa i felsinei dilagarono andando ancora a segno con Della Valle al 61', con Schiavio al 77' e con Perin all'89' e vedendosi annullate altre due reti per irregolarità. La stampa capitolina giustificò in parte la disfatta albina facendo notare che la compagine romana, non disputando incontri ufficiali da oltre un mese, era in condizioni atletiche peggiori dei felsinei che invece avevano vinto il campionato della Lega Nord appena sette giorni prima.
Nella partita di ritorno, disputata a Roma il 23 agosto 1925, l'Alba, pur perdendo per 2-0, disputò una buona partita complice anche la cattiva giornata degli avversari. Alcuni giornali capitolini attribuirono la sconfitta, a loro dire immeritata, a due decisioni controverse dell'arbitro Pinasco senza le quali l'Alba avrebbe anche potuto pareggiare 1-1. Il Bologna si portò in vantaggio al 30' con Della Valle che sfruttò una incertezza del portiere albino Zancanaro e la tardiva reazione dei terzini avversari convinti che la terna arbitrale avrebbe interrotto l'azione per fuorigioco. I giocatori dell'Alba protestarono con l'arbitro Pinasco chiedendo l'annullamento della rete per fuorigioco, ma il direttore di gara, di avviso opposto, la convalidò. Al 35' della ripresa Rubini raddoppiò sfruttando un ulteriore errore di Zancanaro. A cinque minuti dalla fine il portiere felsineo Gianni parò oltre la linea di porta una conclusione dell'albino Rovida, ma l'arbitro Pinasco non se ne accorse e non convalidò il gol. Il Bologna vinse così il campionato imponendosi in entrambi gli incontri contro l'Alba.

## Rosa
| N. |                   | Ruolo | Calciatore        |
| -- | ----------------- | ----- | ----------------- |
|    | Italia (bandiera) | C     | Berti I           |
|    | Italia (bandiera) |       | Cavallini         |
|    | Italia (bandiera) | D     | Giovanni Corbjons |
|    | Italia (bandiera) | C     | Giovanni Degni    |
|    | Italia (bandiera) | D     | Gino Delle Fratte |
|    | Italia (bandiera) | C     | Augusto Faccani   |
|    | Italia (bandiera) | P     | Ottorino Fichelli |
|    | Italia (bandiera) |       | Lattanzi          |
|    | Italia (bandiera) | D     | Aimone Lo Prete   |

| N. |                    | Ruolo | Calciatore       |
| -- | ------------------ | ----- | ---------------- |
|    | Italia (bandiera)  | D     | Attilio Mattei   |
|    | Italia (bandiera)  | P     | Italo Ricci      |
|    | Italia (bandiera)  | C     | Pierino Rovida   |
|    | Austria (bandiera) | C     | Karl Schrott     |
|    | Italia (bandiera)  | A     | Enrico Scioscia  |
|    | Italia (bandiera)  | A     | Ezio Stoppoloni  |
|    | Italia (bandiera)  |       | Villesi          |
|    | Italia (bandiera)  | P     | Cesare Zancanaro |
|    | Italia (bandiera)  | A     | Luigi Ziroli     |

## Risultati

### Prima Divisione

#### Girone laziale

##### Girone di andata
| Arbitro: | Galassi (Roma) |

|                   |           |                               |
| Scioscia 77’, 90’ | Marcatori | 44’ Fraschetti 65’ Bernardini |

| Arbitro: | Cerchia (Roma) |

|  |           |                   |
|  | Marcatori | 35’ (rig.) Mattei |

| Arbitro: | De Berardinis (Roma) |

|                           |           |                                  |
| Primavera Vonau ?’ (rig.) | Marcatori | ?’, ?’, ?’ Scioscia Degni Rovida |

| Arbitro: | Mangini (Milano) |

|                |           |               |
| Stoppoloni 44’ | Marcatori | 50’ Bianchi I |

##### Girone di ritorno
| Arbitro: | A. Gama (Milano) |

|  |           |                           |
|  | Marcatori | 40’, 62’ Degni 80’ Ziroli |

| Arbitro: | Cerri (Milano) |

|               |           |  |
| Stoppoloni 1’ | Marcatori |  |

| Arbitro: | Pinasco (Sestri Ponente) |

|                |           |           |
| Ziroli 9’, 61’ | Marcatori | 12’ Vonau |

| Arbitro: | A. Gama (Milano) |

|                   |           |  |
| De Franceschi 16’ | Marcatori |  |

#### Semifinali - girone B

##### Girone di andata
| Arbitro: | Reichlin (Napoli) |

|                                                       |           |  |
| Lo Prete 2’ Scioscia 47’ Ziroli ?’, ?’ Schrott ?’, ?’ | Marcatori |  |

| Arbitro: | Moraschi |

|              |           |                                           |
| Mazzullo 85’ | Marcatori | 10’ Ziroli 25’ (rig.) Mattei 63’ Scioscia |

| Roma 3 maggio 1925 3ª giornata                                        | Alba Roma | 5 – 0 | Cavese | Stadio Nazionale |
| \| \| \| \| \| Ziroli ?’, ?’ Degni ?’, ?’ Scioscia \| Marcatori \| \| |           |       |        |                  |
|                                                                       |           |       |        |                  |
| Ziroli ?’, ?’ Degni ?’, ?’ Scioscia                                   | Marcatori |       |        |                  |

##### Girone di ritorno
| Arbitro: | Cugnini (Ancona) |

|  |           |                                         |
|  | Marcatori | 10’ (rig.) Mattei 35’ Berti I 75’ Degni |

| Arbitro: | Argento (Napoli) |

|                            |           |  |
| Scioscia 3’ Degni 40’, 70’ | Marcatori |  |

| Arbitro: | Argento (Napoli) |

|                   |           |            |
| Rovida 52’ (aut.) | Marcatori | 62’ Ziroli |

#### Finale Lega Sud
| Arbitro: | A. Gama (Milano) |

|                     |           |                                        |
| Marinari 42’ (rig.) | Marcatori | 1’ Ziroli 15’ (aut.) Barbini 73’ Degni |

| Arbitro: | A. Gama (Milano) |

|            |           |  |
| Mattei 40’ | Marcatori |  |

#### Finalissima
| Arbitro: | Rangone (Alessandria) |

|                                             |           |  |
| Della Valle 23’, 61’ Schiavio 73’ Perin 89’ | Marcatori |  |

| Arbitro: | Pinasco (Sestri Ponente) |

|  |           |                            |
|  | Marcatori | 30’ Della Valle 85’ Rubini |

## Statistiche

### Statistiche di squadra
| Competizione                     | Punti | In casa | In casa | In casa | In casa | In casa | In casa | In trasferta | In trasferta | In trasferta | In trasferta | In trasferta | In trasferta | Totale | Totale | Totale | Totale | Totale | Totale | DR  |
| Competizione                     | Punti | G       | V       | N       | P       | Gf      | Gs      | G            | V            | N            | P            | Gf           | Gs           | G      | V      | N      | P      | Gf     | Gs     | DR  |
| -------------------------------- | ----- | ------- | ------- | ------- | ------- | ------- | ------- | ------------ | ------------ | ------------ | ------------ | ------------ | ------------ | ------ | ------ | ------ | ------ | ------ | ------ | --- |
| Prima Divisione - girone laziale | 12    | 4       | 2       | 2       | 0       | 6       | 4       | 4            | 3            | 0            | 1            | 9            | 3            | 8      | 5      | 2      | 1      | 15     | 7      | +8  |
| Prima Divisione - semifinali Sud | 11    | 3       | 3       | 0       | 0       | 14      | 0       | 3            | 2            | 1            | 0            | 7            | 2            | 6      | 5      | 1      | 0      | 21     | 2      | +19 |
| Prima Divisione - finale Sud     | 4     | 1       | 1       | 0       | 0       | 1       | 0       | 1            | 1            | 0            | 0            | 3            | 1            | 2      | 2      | 0      | 0      | 4      | 1      | +3  |
| Prima Divisione - finalissima    | 0     | 1       | 0       | 0       | 1       | 0       | 2       | 1            | 0            | 0            | 1            | 0            | 4            | 2      | 0      | 0      | 2      | 0      | 6      | -6  |
| Totale                           | -     | 9       | 6       | 2       | 1       | 21      | 6       | 9            | 6            | 1            | 2            | 19           | 10           | 18     | 12     | 3      | 3      | 40     | 16     | +24 |

### Statistiche dei giocatori
| Giocatore       | Prima Divisione | Prima Divisione |
| Giocatore       | Presenze        | Reti            |
| --------------- | --------------- | --------------- |
| Berti I         | 15              | 1               |
| Cavallini       | 1               | 0               |
| G. Corbjons     | 18              | 0               |
| G. Degni        | 17              | 9               |
| G. Delle Fratte | 16              | 0               |
| A. Faccani      | 3               | 0               |
| O. Fichelli     | 6               | -3              |
| Lattanzi        | 1               | 0               |
| A. Lo Prete     | 18              | 1               |
| A. Mattei       | 18              | 4               |
| I. Ricci        | 4               | -5              |
| P. Rovida       | 17              | 1               |
| Schrott         | 12              | 2               |
| E. Scioscia     | 18              | 9               |
| E. Stoppoloni   | 5               | 2               |
| Villesi         | 3               | 0               |
| C. Zancanaro    | 8               | -8              |
| L. Ziroli       | 18              | 10              |